# Siostra
Siostra – nazwa relacji rodzinnej dla innego dziecka wspólnych rodziców (siostra rodzona) lub tylko jednego wspólnego rodzica (siostra przyrodnia). Siostra jest krewną drugiego stopnia w linii bocznej płci żeńskiej i należy do rodzeństwa. Sensu stricto tzw. siostra przybrana (córka ojczyma lub macochy z ich poprzednich związków, będąca pasierbicą dla rodzonego ojca lub matki) nie jest krewną ani powinowatą. Syn siostry to siostrzeniec, a córka to siostrzenica.